# أولوج أهوديكبي
أولوج أهوديكبي (بالفرنسية: Euloge Ahodikpe)‏ (ولد في 1 مايو 1983) هو لاعب كرة قدم توغولي متجنس.

## روابط خارجية
- أولوج أهوديكبي على موقع الاتحاد الدولي (مؤرشف)  (الإنجليزية)
- أولوج أهوديكبي على موقع رابطة كرة القدم الفرنسية للمحترفين (الإنجليزية)
- أولوج أهوديكبي على موقع قاعدة بيانات كرة القدم.إي يو (الإنجليزية)
- أولوج أهوديكبي على موقع ناشيونال فوتبول تيمز (الإنجليزية)